# Южный морской слон
Ю́жный морско́й слон (лат. Mirounga leonina) — субантарктический и  антарктический тюлень, один из двух представителей рода морских слонов (Mirounga) семейства Настоящие тюлени (Phocidae).
Самый крупный представитель ластоногих в мире. Его размеры (у самцов) могут достигать 5,8 м в длину, а масса — доходить до 3700 кг. Своё «слоновье» имя этот тюлень получил из-за очень большого размера своего тучного тела и кожного мешка на носу у самцов, раздувающегося в крупный шар во время беспокойства или в период брачных боёв. «Южным» этого тюленя называют потому, что в Северном полушарии у калифорнийских берегов Северной Америки обитает его близкий родственник — северный морской слон (Mirounga angustirostris), уступающий ему размерами, но с более длинным хоботом.

## Внешний вид

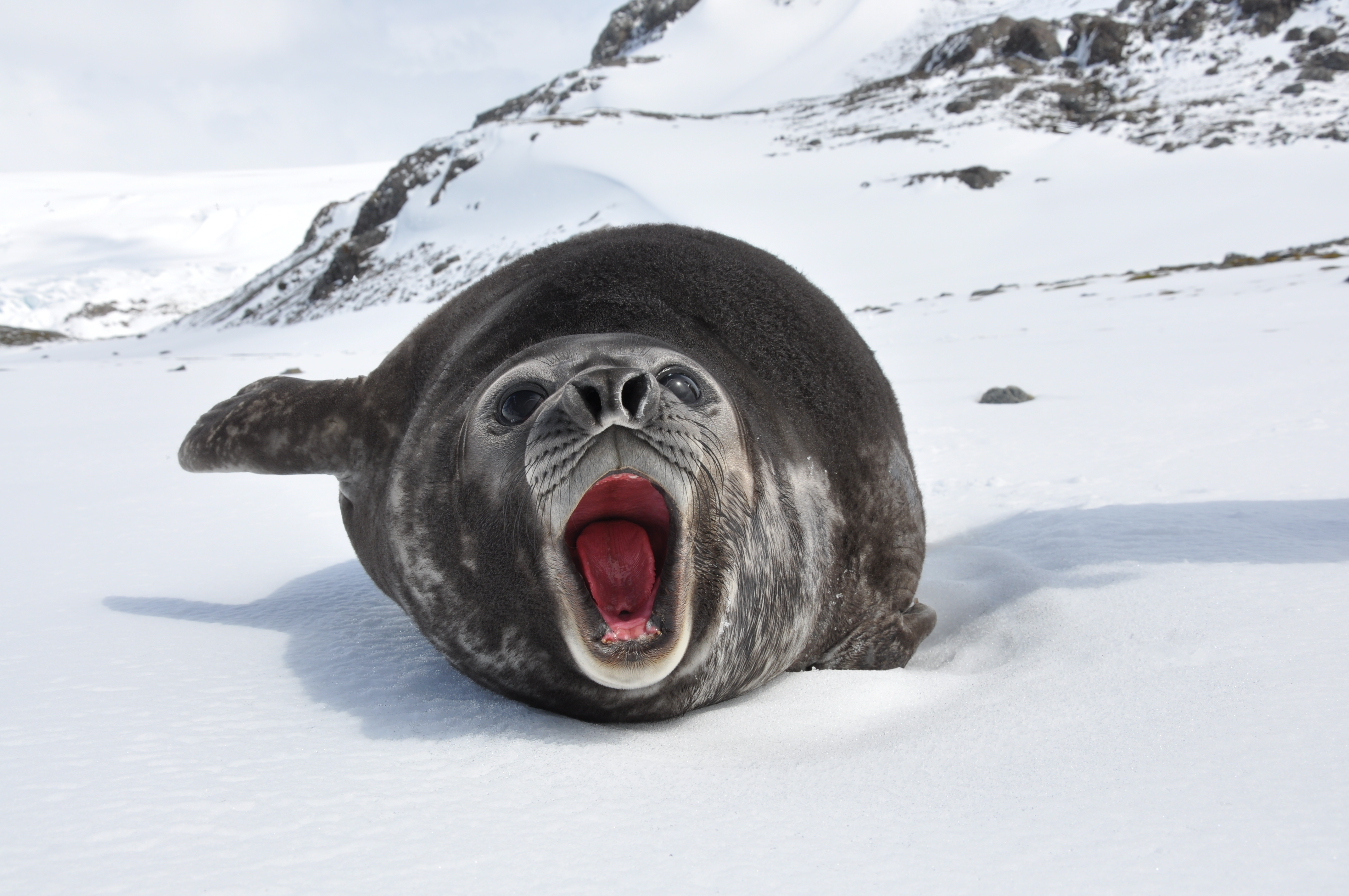
Самка южного морского слона

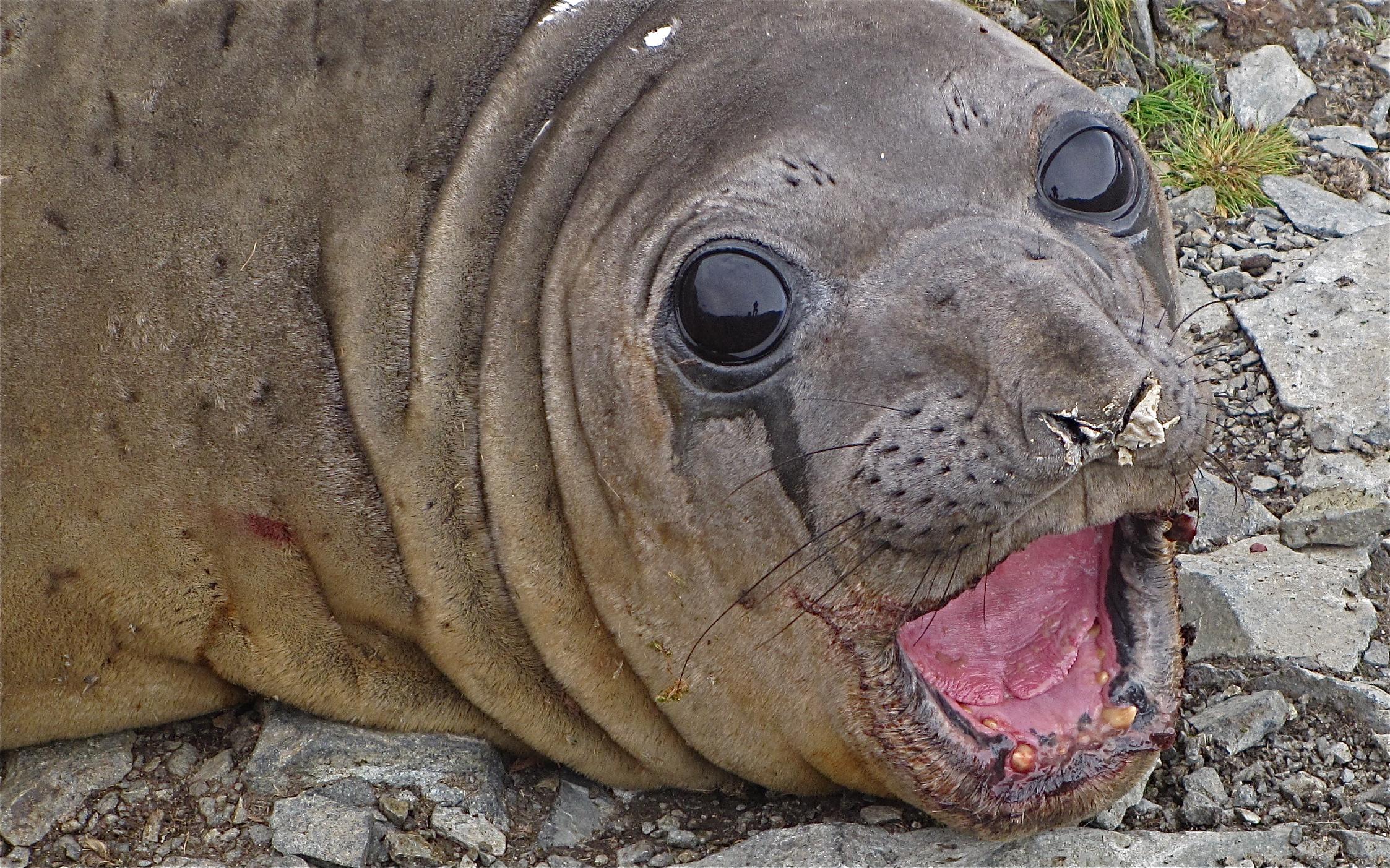
У южного морского слона крупные, посаженные впереди глаза; самка

Телосложение очень крупное и тучное, форма тела вальковатая, шейный перехват практически не выражен и обрамлён толстыми складками, грудь большая. Глаза крупные, посаженные впереди. Половой диморфизм отчетливо проявляется в наличии у самцов короткого, раздувающегося «хобота» и очень крупных размерах у особей старше 3-летнего возраста (самцы значительно превосходят самок по размеру). Передние конечности относительно небольшие, короткие, составляют  менее четверти длины тела, с очень крупными когтями длиной до 5 см и толщиной около 1 см.
Общая окраска обычно однотонная тёмно-серая или варьирующая от коричневатой до коричневой, иногда с тёмной полосой вдоль позвоночника; у некоторых особей окраска серебристая или желтоватая с зеленоватым оттенком. Желтовато-зеленоватые тона окраски могут быть связаны с одноклеточными водорослями, развивающимися на поверхности волосяного покрова. У новорожденных щенков мех почти чёрный.

## Распространение

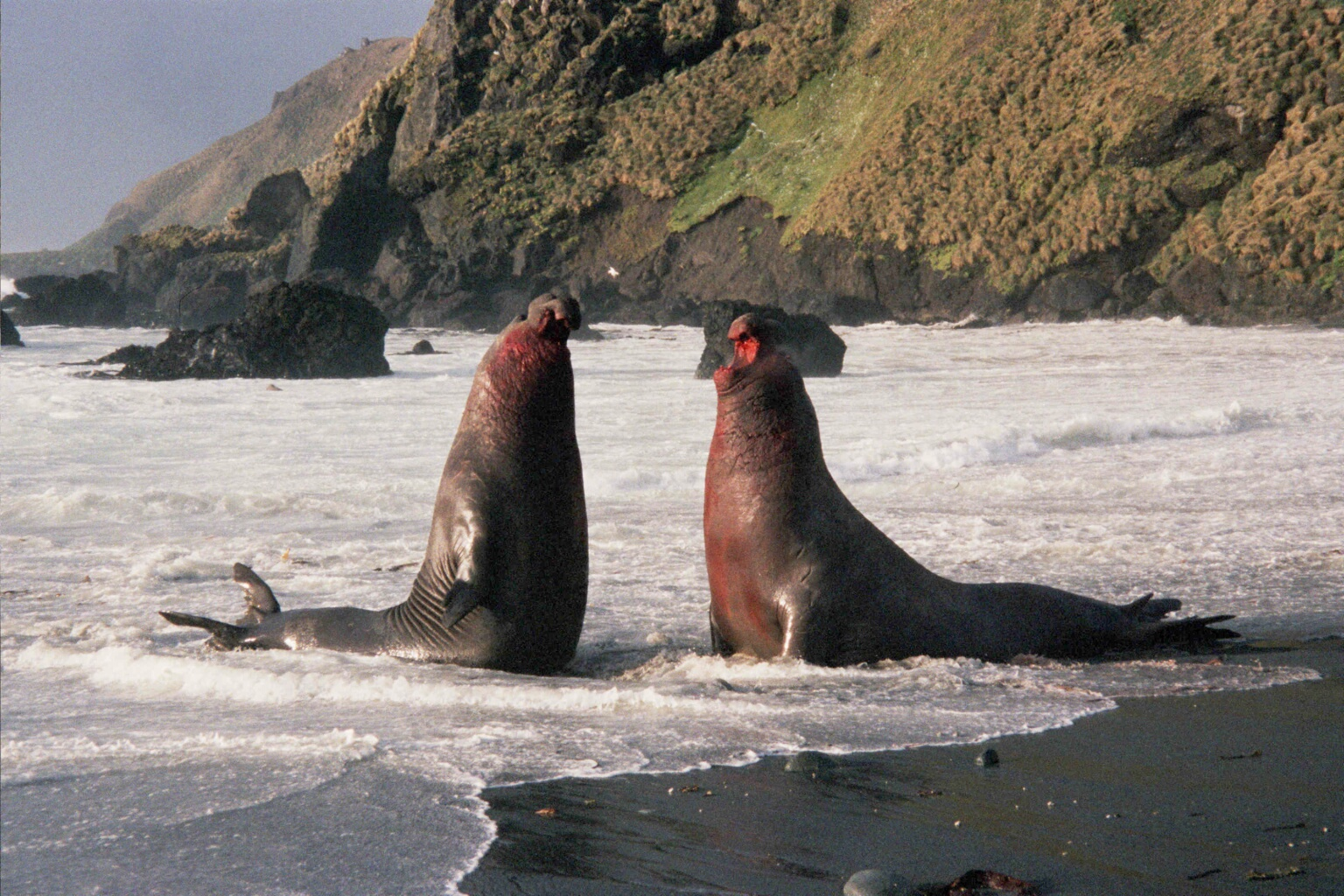
Поединок двух самцов

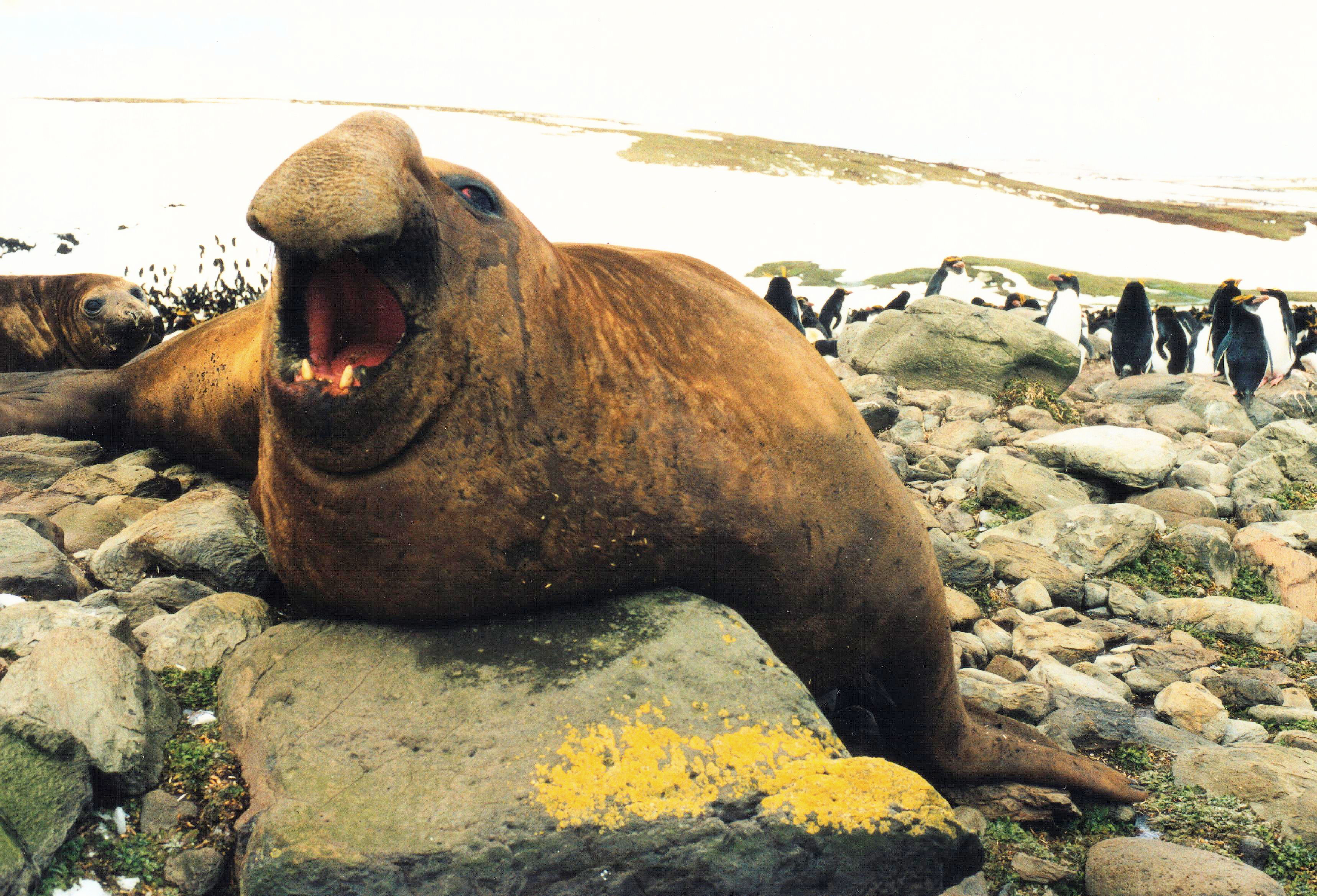
У самцов южного морского слона на носу имеется раздувающийся кожный мешок — «хобот»

Распространён в Южном полушарии практически циркумполярно в Субантарктической и Антарктической климатических зонах, главным образом севернее границы распространения пакового льда. Большая часть ареала приходится на Субантарктику, включающую острова Южная Георгия, Хёрд и Макдоналд, Крозе, Принс-Эдуард и архипелаг Кергелен, где расположены крупнейшие колонии этого вида. Лишь 5% общей численности морских слонов для продолжения рода выбирают более высокоширотные районы Западной Антарктики — север Антарктического полуострова,  Южные Оркнейские острова, Южные Шетландские острова и Южные Сандвичевы острова. Несколько его колоний имеется и в умеренных широтах. Самые большие из них находятся на полуострове Вальдес в Аргентине и на Фолклендских (Мальвинских) островах.
В прошлом колонии южных морских слонов существовали на Тасмании, на острове Кинг, на островах Хуан-Фернандес и на острове Святой Елены, однако в результате интенсивного зверобойного промысла эти животные были там истреблены уже к концу XIX века.

## Размеры
Крупнейший представитель парвотряда ластоногих. Самцы достигают 4,2—5,8 м в длину (по некоторым данным — до 6,2—6,5 м) и массы до 3—5 тонн. Самки заметно мельче — не более 2,6—3,0 м в длину и массой до 400—900 кг, возможно до 1 тонны. Новорожденные щенки имеют размеры до 127 см и массу от 40—46 до 50 кг.

## Образ жизни

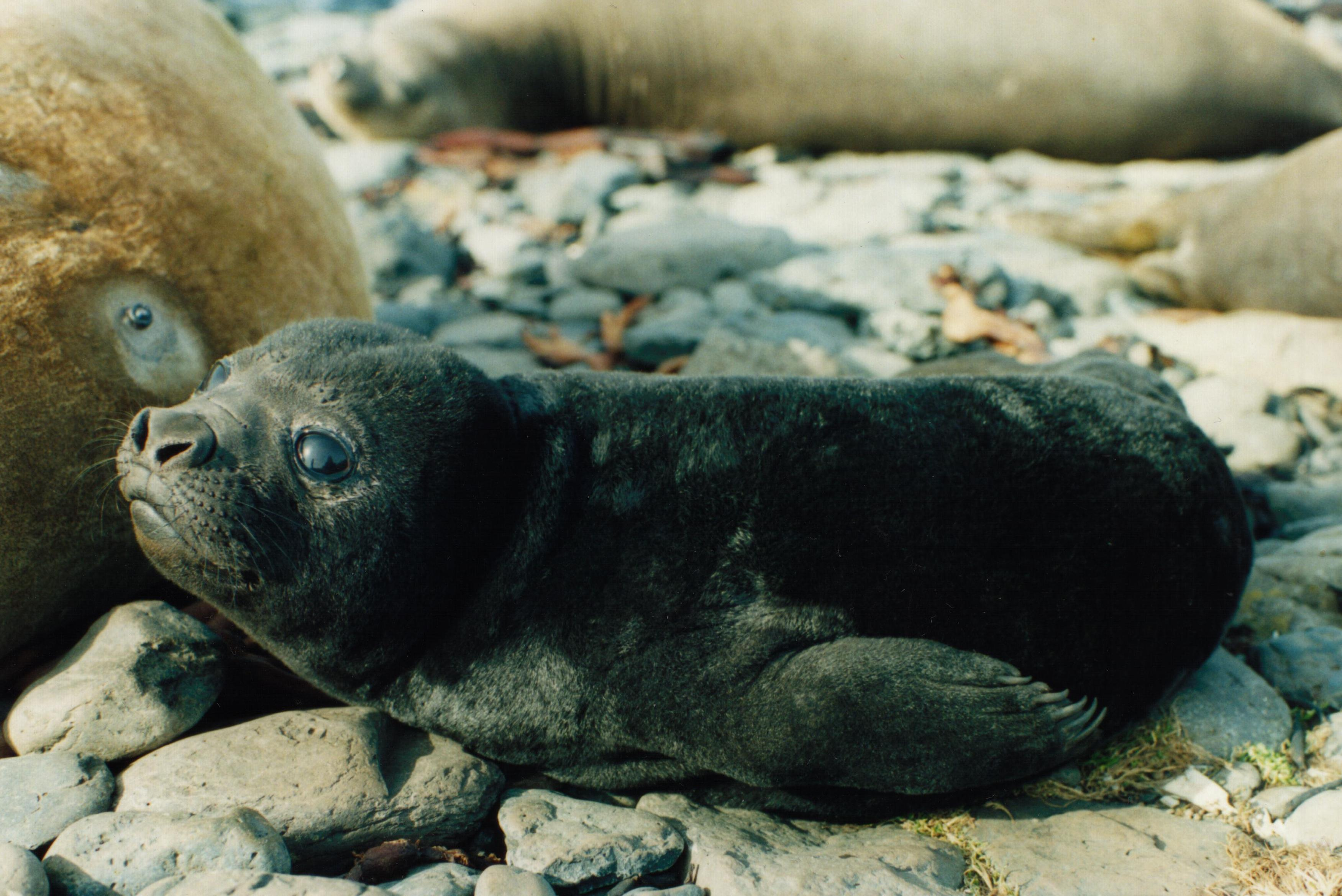
Щенок южного морского слона рождается с чёрным мехом

Питается в основном кальмарами, которые составляют до 75 % рациона, а также рыбой и крилем. Глубоководные ныряния до 400—700 м осуществляет в дневное время. Максимальная зафиксированная приборами длительность пребывания под водой составила 120 минут, а наибольшая глубина погружения в двух случаях составила 1250 и 2000 м. Во время летних пищевых миграций к Антарктиде эти животные могут преодолевать огромные морские расстояния до 4800 км.
Самки становятся половозрелыми в возрасте 2—4, самцы — 3—7 лет. К началу размножения на берегу, как правило, свободном ото льда, самцы образуют большие гаремы, содержащие до 50, а изредка до 100—300 самок. Для лежбищ предпочитают песчаные или галечниковые пляжи. В сентябре–ноябре у самки рождается щенок, очень редко два. Молочное выкармливание, в течение которого самки не покидают детенышей и не питаются, длится около 3—4 недель. В возрасте около 3 недель щенки начинают линять, меняя чёрный мех на меховую шкурку серебристо-серого цвета. Спаривание самок с секачом — хозяином гарема, либо с одним из свободных самцов, дежурящих по краям гарема, происходит за 3—5 дней до окончания линьки щенков.
К суше южный морской слон привязан только 2—3 летних месяца в году, в период размножения и линьки. Морские же странствия этого тюленя длятся около 250—300 дней в году. В зимнее время отдельных особей, совершающих сезонную миграцию, можно встретить на побережьях Южной Африки в зоне холодного прибрежного течения вплоть до Анголы, Австралии, Новой Зеландии и Южной Америки — Патагонии. В Индийском океане южных морских слонов встречали в районе острова Маврикий.
Продолжительность жизни самцов — до 20 лет, самок — до 14 лет.

## Численность
Общая численность южных морских слонов в настоящее время составляет около 670–800 тысяч особей, из которых более половины обитают на Южной Георгии и около 40 % — на субантарктических островах в индоокеанском секторе Антарктики. На островах Крозе и Кергелен наблюдается снижение численности.

## Враги
Естественные враги молодых тюленей — морской леопард и косатка.

## Промысел и меры по сохранению
В XIX веке южный морской слон был объектом интенсивного зверобойного промысла. Зверобои, прибывавшие на субантарктические острова на зверобойных шхунах, массово добывали этого зверя для заготовки ценного подкожного жира. Особенно много истреблялось крупных самцов. 
Начиная с 1964 года, промысел южного морского слона был запрещён на Южной Георгии, затем повсеместно. В настоящее время южный морской слон охраняется международной Конвенцией по сохранению антарктических тюленей (Convention for the Conservation of Antarctic Seals).